# Nynke Oud
Nynke Oud (Sneek, 29 maart 1994) is een Nederlands volleybalspeelster. Oud kwam in Nederland uit voor VC Sneek. In het buitenland speelde ze voor de Duitse club VC Wiesbaden, de Franse clubs Terville Florange Olympique Club en VNC Chamalières en het Zweedse Gislaved VK.

## Carrière
Oud begon haar volleybalcarrière bij VC Sneek in haar geboorteplaats Sneek. Ze kwam ook uit voor het Nederlandse juniorenteam. Oud werd mer VC Sneek tweemaal kampioen van de Nederlandse Eredivisie en won ze eenmaal de nationale beker. In 2016 maakte ze een transfer naar het Franse Terville Florange Olympique Club. Na een seizoen verliet ze de club voor het Zweedse Gislaved VK. Hier speelde ze ook een seizoen voordat ze naar het Duitse VC Wiesbaden overstapte. Met deze club bereikte Oud de kwartfinale van de DVV Cup en de play-offs van de Bundesliga. Na het seizoen 2019/20 verhuisde ze terug naar Frankrijk om voor VBC Chamalières te gaan spelen. In 2021 keerde Oud terug naar haar eerste club VC Sneek.

## Awards
Clubverband
- Nederlands kampioen 4×
- Nederlandse Beker 1×